# Рила (гори)
Рила, Рила-Плані́на — гірський масив на південному заході Болгарії, найвищий на Балканському півострові. Висота до 2925 м (гора Мусала).
Більша частина гір зайнято під Національний Парк Рила.
Ім'я Рила є нібито фракійського походження і має на увазі «гора з доброю водою», унаслідок великої кількості льодовикових озер (близько 200)
Рила формувалась протягом палеозою (250 000 000 років тому). Альпійський рельєф сформувався пізніше, 10 000—12 000 років тому, коли снігова лінія знаходилася на 2 100 м вище за рівень моря. Вище за цю лінію льодовик корінним чином змінив існуючий рельєф, створивши глибокі цирки, різні долини, морени і інші типові льодовикові утворення.
Площа 2 400 км².
Клімат альпійський з 2 000 мм опадів на Мусалі щорічно, 80 %, з яких сніг.

## Поділ

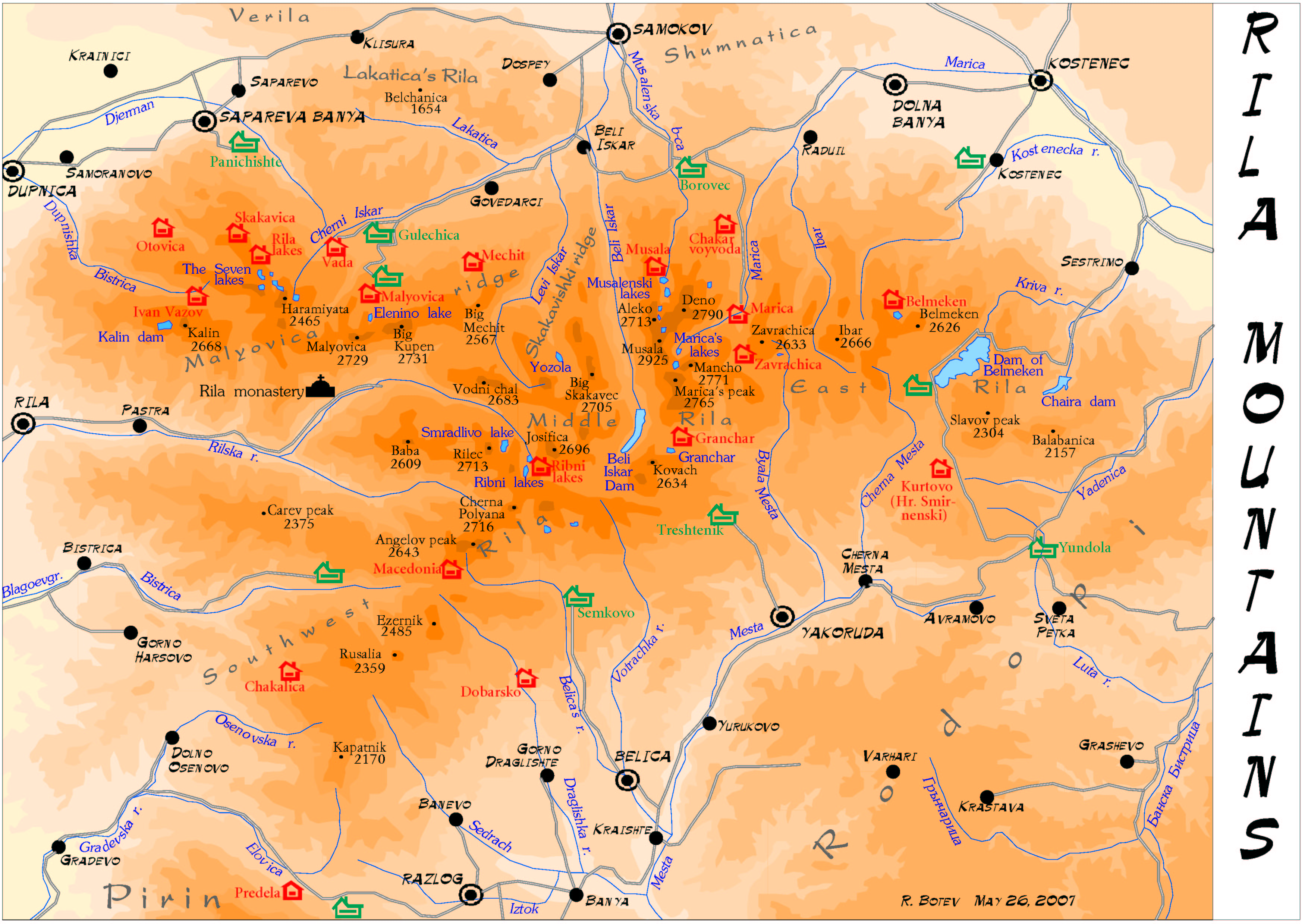
Мапа Ріли

- Східна Рила або хребет Мусала є найвищою частиною Ріли . Найвищий пік, також як і 12 з 18 піків понад 2 700 м розміщуються там — Мусала, Ястребець, Ірчек, Дено Манчо тощо. В цій частині Ріли є Ledeno ezero («Крижане Озеро»), найвище озеро Балкан 2 709 м над рівнем моря. Інші озера: Марица і Ропаліца. Відомий гірський курорт Боровець також розташований в цій частині гір.

- Центральна Рила або хребет Шакавець — найменша частина (1/10 всіє площі). Відома льодовиковими озерами — Рибне озеро, Джендем озеро, Монастирське озеро. Найбільше льодовикове озеро Балкан, Smradlivo ezero («Смердюче Озеро») площею 21.2 км² розташоване в Центральній Рілі, також як і піки Канарата, Черна Поляна, Малак Шаковець і Голям Шаковець, Рілець.

- Північно-західна Рила займає 25 % площі. Найвищий пік Мальовіца — 2,730 м над рівнем моря.

- Південно-Західна Рила або хребет Капатнік займає 30 % площі.

## Річки
- Іскир
- Мариця
- Места